# Digeon von Monteton (Adelsgeschlecht)

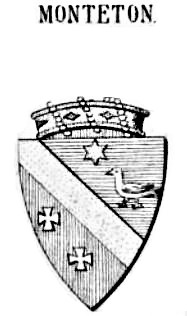
Wappen der Familie Monteton nach Siebmacher

Die Digeon von Monteton oder Dijon de Monteton, Dijon barons de Monteton, seigneurs de Passac sur la Dordogne de Monteton et Saint Serrain gehören zu dem alten protestantischen Adel Süd-Frankreichs. 

## Geschichte
Die Familie wird erstmals zu Beginn des 11. Jahrhunderts in der Namensform „Dijon“ urkundlich erwähnt. Seit 1623 trägt die Familie außerdem den Namen „de Monteton“ in Folge der Erwerbung der Baronie Monteton durch Heirat mit Jeanne de Beraud, Baronesse de Monteton. Im Jahr 1820 wurde eine notarielle Namensbeglaubigung durchgeführt, die die Schreibweise „Dijon de Monteton“ manifestierte. Als Stammvater wird ein Graf von Dijon, Herr von Passac und der Schlösser Monteton und St. Serrain genannt, der 1096 unter Gottfried von Bouillon den ersten Kreuzzug mitmachte und von den Sarazenen gefangen genommen wurde. Nach seiner Befreiung kehrte er in die französische Heimat zurück, starb aber bald darauf. Der älteste seiner drei Söhne setzte die Linie der Grafen Dijon fort, der zweite die der Barone Dijon von Monteton und der dritte die der Chevaliers Dijon von St Serrain. Mehrere Glieder der Familie zeichneten sich in den Religionskriegen aus und kämpften in den Reihen der Hugenotten. Jean Gustave Dijon baron de Monteton blieb 1563 während der Belagerung von Orléans durch den Herzog von Guise, sein Bruder Henri Louis baron de Monteton et St Serrain wurde ein Opfer des Blutbades in der Bartholomäusnacht in Paris, ein Enkel des Letztern Henri Pierre Dijon baron de Monteton kämpfte bei der Belagerung von La Rochelle im Heer der Hugenotten. Nach der Aufhebung des Edikts von Nantes flüchteten am Ende des 17. Jahrhunderts mehrere Familienglieder nach Deutschland, um sich vor den Religionsverfolgungen zu schützen. Der vierfache Urgroßvater Jean Jaques Dijon de Monteton wanderte im Jahre 1717 nach Preußen aus, wo sein Enkel Friedrich die preußische Bestätigung des Freiherrenstandes am 6. Oktober 1820 erhielt. Ab dieser Zeit kam es immer wieder zu verschiedenen Schreibweisen dieses Namens. Zuletzt wurde im Genealogischen Handbuch des Adels, Freiherrliche Häuser des Jahres 1957, auf die unterschiedliche Namensführung hingewiesen. Gleichwohl hatte die Familie auch nach der Einwanderung nach Preußen stets die französische Tradition der Familie gepflegt und bewahrt.

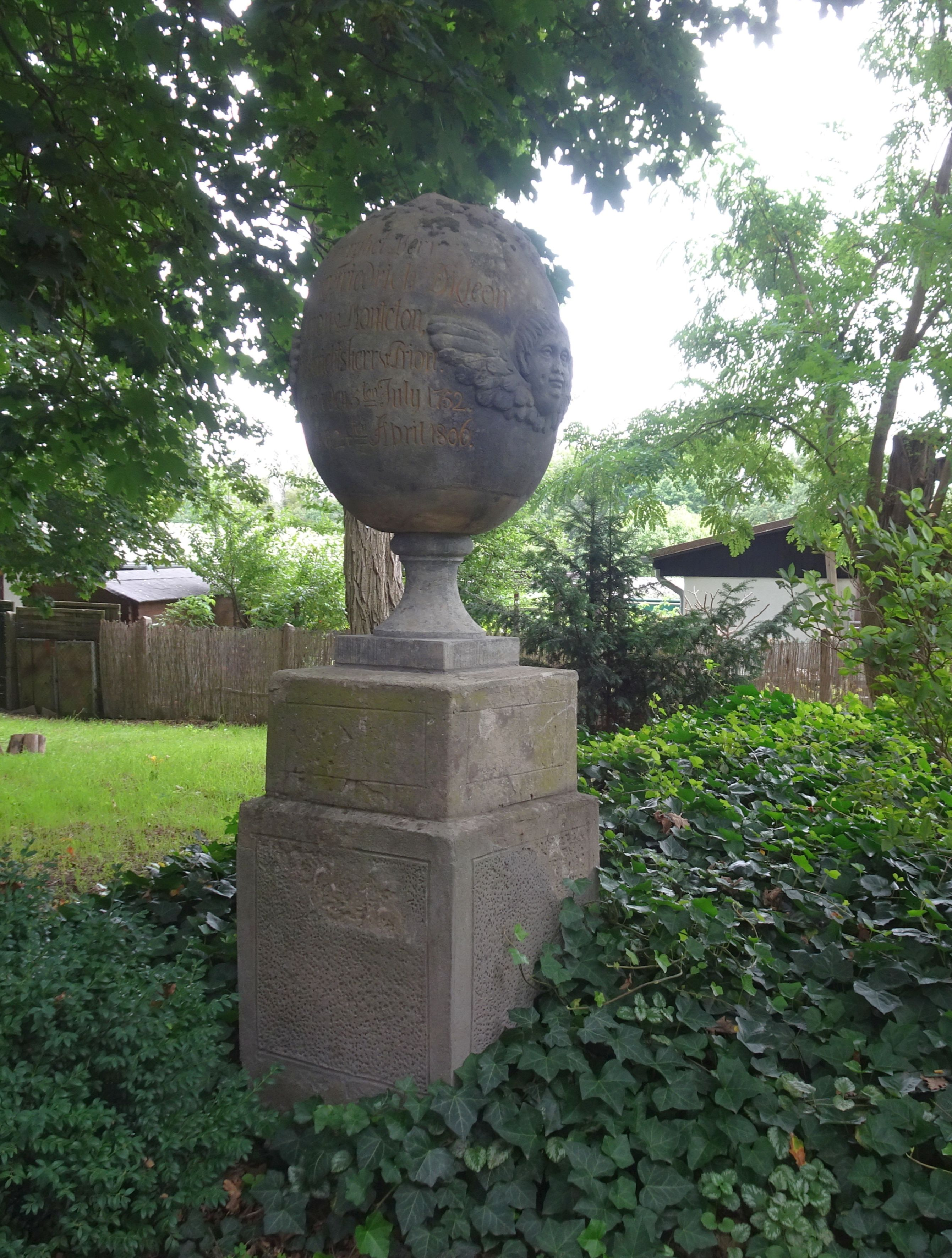
Grabstelen-Monument des Gutsherrn Friedrich Digeon von Monteton (1752–1806) in Priort (Weinberg)

## 18. Jahrhundert
Henri Digeon, baron de Monteton, seigneur de Passac et St Serrain († 1731) verließ 1700 die Provinz Guienne. Er kam nach Preußen, war 1715 Oberst in Magdeburg und kaufte 1742 das Rittergut Priort bei Potsdam von Carl August von Grothe. Sein ältester Sohn Peter (* 1698; † 25. Juli 1750), der sich früher in fremden Diensten ausgezeichnet hatte, wurde ebenfalls königlich preußischer Oberst. Er starb als Kommandant des Forts Preußen in Neisse kinderlos. Er wie sein jüngerer Bruder waren schon als Freiherren von Monteton in den königlich preußischen Offizieren Ranglisten verzeichnet. Dieser jüngere Bruder, Johann Jacob († 19. April 1775), wurde in der Schlacht bei Chotusitz 1742 schwer verwundet und nahm 1745 als königlich preußischer Oberst und Kommandeur des Dragonerregiments Nr. 7 (Roell) seinen Abschied. Er war mit Gasparine Henriette Baronne de Vernezobre de Laurieux aus dem Haus Hohenfinow verheiratet, der Tochter des zu großem Reichtum gekommenen Seidenhändlers François Mathieu Vernezobre de Laurieux. Das Paar hinterließ einen Sohn, Johann Ludwig Digeon Freiherr von Monteton (* 5. Juli 1762; † 1. Dezember 1840), Herr auf Priort und Wulfsberg in der Mark Brandenburg, Ritterschaftsrat und Direktor der Allgemeinen Witwen Verpflegungsanstalt für die Kurmark Brandenburg. Der Freiherrentitel wurde ihm am 6. Oktober 1820 in Preußen ausdrücklich bestätigt. Aus seiner Ehe mit Wilhelmine Johanne von Byern (* 10. März 1764; † 16. Juni 1819) aus dem Haus Parchen in der Neumark stammten zwei Söhne und eine Tochter.

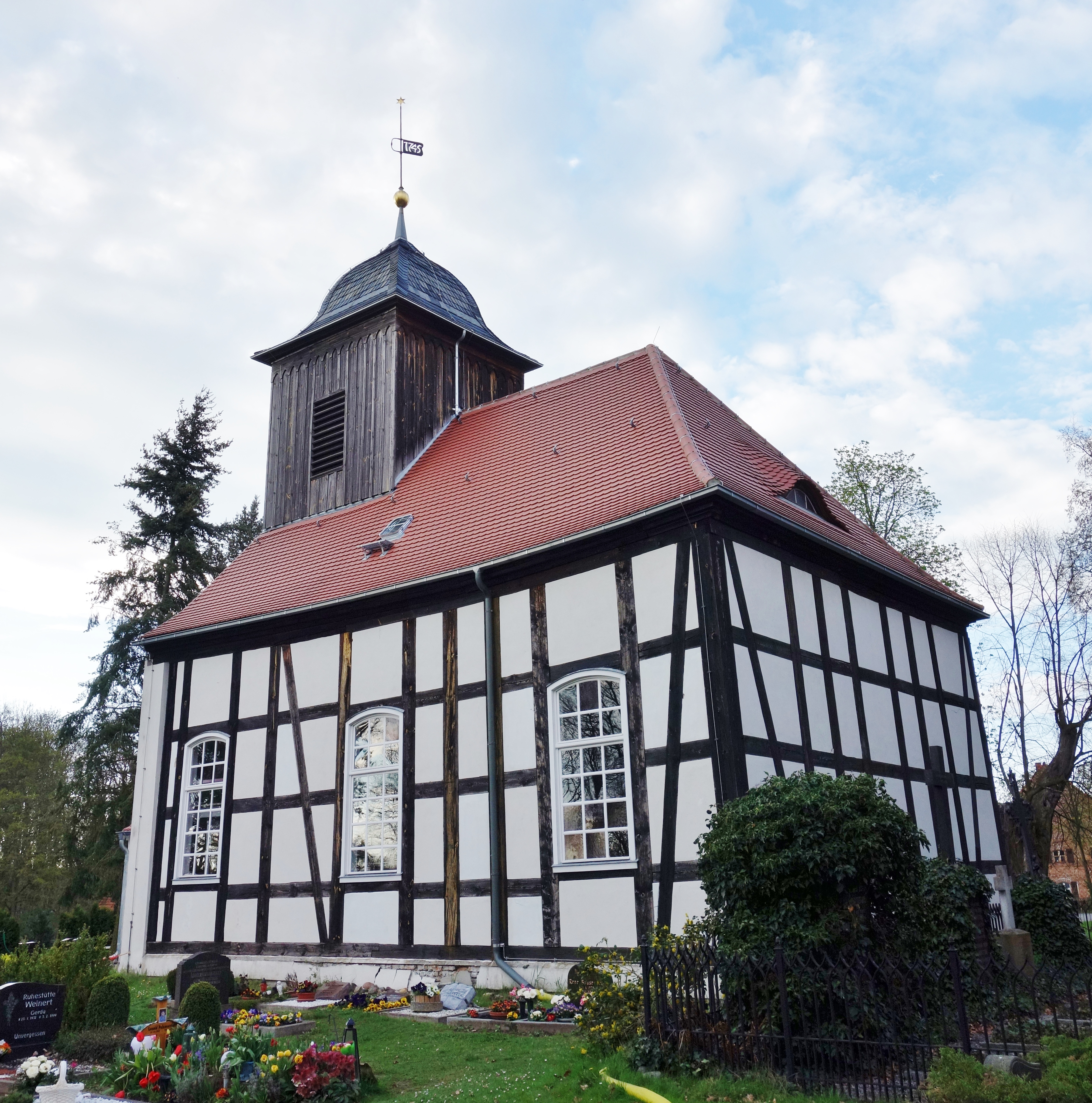
Erbbegräbnisstätte an der Dorfkirche Priort (rechts im Bild)

## 19. und 20. Jahrhundert
Die Familie lebt in zwei genealogischen Hauptlinien. Die Linie mit dem Besitz Priort wurde weitergeführt mit Friedrich Baron Digeon von Monteton (1786–1865), dessen Sohn Hellmuth (1823–1900), dann wiederum dessen Sohn Hans Baron Digeon von Monteton (1855–1907) auf Priort bei Wustermark westlich von Berlin gelegen. Das relativ kleine Gut am Rand der stetig wachsenden Metropole hatte vor der großen Wirtschaftskrise 1929 laut dem letztmals publizierten Landwirtschaftlichen Adressbuch einen Umfang von 242 ha. Eigentümer war damals Leutnant a. D. Hans-Friedrich Baron Digeon von Monteton (1898–1944), resp. danach seine Geschwister Joachim Freiherr Digeon von Monteton (1904–1945) und zuletzt wohl Jeanne Gasparde Reinking, geb. Freiin Digeon von Monteton (1898–1945).
Die zweite Familienlinie entwickelte sich über den Oberstleutnant und Johanniterritter Wilhelm Digeon von Monteton, der noch 1788 in Priort geboren wurde und 1844 in Groß Seelze starb. Sein ältester Sohn Hermann wurde Offizier, sein ältester Enkel Viktor (1866–1914) starb im Ersten Weltkrieg als Oberstleutnant. Die Nachfahren des zweiten Sohnes, Rittmeister Otto Digeon von Monteton (1822–1913), schlugen ebenso alle eine militärische Karriere ein, bis hin zu den Brüdern Constantin (1886–1944) und Albrecht (1887–1946), die den Generalsrang erreichten. Hervorzuheben ist des Weiteren Ottos Tochter, die Oberin Armgard Digeon von Monteton (1863–1942).

## Wappen
In Silber ein schrägrechter roter Balken, oben von einem sechsstrahligen goldenen Stern und einer schwarzen Merlette unten, von zwei schwarzen Kreuzen beseitet. Den Schild deckt eine Grafenkrone wegen der Dijonschen Successionsrechte. Die Schildhalter sind zwei nach außen gekehrte Greife.

## Bekannte Namensträger (chronologisch)
- Karl August Friedrich Digeon von Monteton (1786–1865), Domherr von Brandenburg, Kurator der Ritterakademie Brandenburg, preußischer Haupt-Ritterschaftsdirektor, Regierungs- und Landesökonomierat[10] und Abgeordneter[11]
  - Helmuth Digeon von Monteton (1823–1865)[12]
    - Friedrich Digeon von Monteton (1858–1934), deutscher Generalmajor

  - Adolf Digeon von Monteton (1830–1876)
    - Hellmuth Digeon von Monteton (1862–1950), deutscher Generalmajor
- Wilhelm Ernst Arnold Digeon von Monteton (1787–1844), preußischer Offizier und Autor[13]
  - Friedrich Julius Hermann Digeon von Monteton (1818–1891)
    - Viktor Digeon von Monteton (1866–1914), preußischer Offizier

  - Ludwig Wilhelm Otto Digeon von Monteton (1822–1913), preußischer Offizier und Schriftsteller[14]
    - Adolf Digeon von Monteton (1851–1946),[15] deutscher Generalleutnant
    - Wilhelm Digeon von Monteton (1853–1931), deutscher Generalmajor
    - Anton Digeon von Monteton (1860–1937), deutscher Generalmajor
      - Constantin Digeon von Monteton (1886–1944), deutscher Generalmajor
      - Albrecht Digeon von Monteton (1887–1946), deutscher Generalleutnant, verheiratet mit Margarete Gräfin von der Schulenburg (1898–1958)

## Archivalien
- Geheimes Preußisches Staatsarchiv, 10.2.2. Familien und Familienstiftungen: Monteton, Familie von; Sign. Rep. VI. HA, FA Monteton, v.VI. HA, FA (1725–1901).
- von Monteton: Erbhuldigung des Joh. Ludwig Friedrich Digeon von Monteton auf Priort bei Wustermark; 1798 (Akte), In: BLHA 78 II Familien M 62